# Liber Beate Marie Virginis
Liber Beate Marie Virginis – pergaminowy, rękopiśmienny kodeks pochodzący z biblioteki klasztoru cysterskiego w Paradyżu, zabytek piśmiennictwa.
Księgę spisano w XIII wieku. Tekst rozpoczyna hymn maryjny (Matka Boża jest patronką klasztoru paradyskiego). Na dalszych kartach zawarto kilka traktatów z zakresu medycyny, np. o anatomii serca napisany przez Idziego z Corbeil. Oprócz tego w dziele umieszczono Liber aforismorum autorstwa Jana z Damaszku oraz traktat De duodecim gradibus humilitatis napisany przez Bernarda z Clairvaux. Rękopis wieńczą rozważania o niepokalanym poczęciu Najświętszej Maryi Panny.
Dzieło stanowi dowód na żywe kontakty cystersów paradyskich z najistotniejszymi centrami kultury w średniowiecznej Europie. Stanowi również jeden z najstarszych zabytków pozostających w zbiorach Biblioteki Raczyńskich w Poznaniu (najstarszy manuskrypt książnicy), do których pozyskane zostało po pruskiej kasacie zakonów pomiędzy 1815, a 1841. 